# Bataille de Furnes (octobre 1793)
Pour les articles homonymes, voir Bataille de Furnes.
Première Coalition
Batailles
La 3e bataille de Furnes oppose, en Belgique, les troupes du Saint-Empire romain à celles de la République française le 30 vendémiaire an II (21 octobre 1793).

## Contexte
Après la prise de Furnes le 31 mai 1793, les coalisés s'étaient encore une fois emparés de Furnes. Dunkerque était serré de près par une armée anglaise, lorsque la victoire de Hondschoote mit les Français en état de les repousser.

## La bataille
Trois mille impériaux étaient chargés de la défense de Furnes, mais ils remplirent mal leur mission.
Le 30 vendémiaire an II (21 octobre 1793), le général Vandamme, ayant eu ordre de se porter sur cette ville, l'enveloppe : tout-à-la-fois , par trois colonnes : 
- l'une venant droit de Dunkerque,
- l'autre suivant l'Estran.

Pendant qu'elles s'avancent, de leur côté, vers Furnes, 
- le général Gougelot paraît aussi du côté de la porte d'Ypres.

La baïonnette enlève tous les postes ennemis : les Autrichiens fuient en désordre, et laissent leur artillerie, qui tombe entre les mains des Français
Rapport historique de la dernière attaque de Furnes et détails particuliers des mouvements de la colonne commandée par le général de brigade Gougelot, fait par le citoyen F. Durutte, adjudant général, par ordre du général de division Souham, à Hondschoote, le 16 frimaire, l'an II de la République française, une et indivisible (6 décembre 1793).
.

## Conséquences
La prise de Furnes permet aux troupes françaises, dans la foulée, le siège de Nieuport.